# International Longshoremen's Association
La International Longshoremen's Association (ILA) es un sindicato norteamericano que representa a los estibadores de la Costa Este de los Estados Unidos y Canadá, la Costa del Golfo, los Grandes Lagos, Puerto Rico, y las vías acuáticas de cabotaje. La ILA tiene aproximadamente 200 locales afiliados en las ciudades portuarias de esas áreas.